# تپه گودان حصار
تپه گودان حصار مربوط به سده ۵ تا ۷ ق است و در شهرستان فریمان، ۲/۵ کیلومتری جنوب شرق روستای سیدآباد بارمعدن واقع شده و این اثر در تاریخ ۲۴ مرداد ۱۳۸۵ با شمارهٔ ثبت ۱۵۸۷۹ به‌عنوان یکی از آثار ملی ایران به ثبت رسیده‌است.